# 鉄血†Gravity
「鉄血†Gravity」（てっけつグラビティ）は、西川貴教 featuring ももいろクローバーZの楽曲。2022年3月11日にソニー・ミュージックレーベルズの内部レーベルであるエピックレコードジャパンから配信限定シングルとして発売された。

## 概要
東宝映画「KAPPEI カッペイ」の主題歌。
3月14日放送のTBS系列『CDTVライブ!ライブ!』でテレビ初フル歌唱した。

## 収録曲
| #  | タイトル         | 作詞         | 作曲       | 時間 |
| -- | ---------------- | ------------ | ---------- | ---- |
| 1. | 「鉄血†Gravity」 | エンドケイプ | ゆよゆっぺ | 3:35 |